# Premio Secil
El Premio Secil  es un premio otorgado por la empresa portuguesa Secil a proyectos de edificación civil,  arquitectura (años pares) e ingeniería (años impares).
Además de los premios nacionales, la compañía también concede el Prémio Secil Universidades que pretende fomentar la calidad de los jóvenes en las escuelas de arquitectura y de ingeniería civil portuguesas.  Este premio se otorga cada año en las dos vertientes.

## Galardonados
- 1992 (arquitectura): Eduardo Souto de Moura, Casa de las Artes en Oporto.
- 1994 (arquitectura): João Luís Carrilho da Graça, Escuela Superior de Comunicación Social del Instituto Politécnico de Lisboa.
- 1995 (ingeniería): José Cancio Martins, Nuevo Puente Macao-Taipa (Puente de Amizade), Macao.
- 1996 (arquitectura): Álvaro Siza Vieira, Edificio Castro & Melo, Lisboa.
- 1997 (ingeniería): António Reis, puente João Gomes, Madeira.
- 1998 (arquitectura): Vítor Figueiredo, Escuela Superior de Arte y Diseño, Caldas da Rainha.
- 1999 (ingeniería): José Teixeira Trigo, edificio Atrium Saldanha, Lisboa.
- 2000 (arquitectura): Álvaro Siza Vieira, Facultad de Ciencias de la Información de Santiago de Compostela.
- 2001 (ingeniería): António Segadães Tavares, ampliación del Aeropuerto de Funchal.
- 2002 (arquitectura):Pedro Maurício Borges, Casa Pacheco de Melo, São Vicente.
- 2003 (ingeniería): João Pires da Fonseca, viaducto de la avenida marginal del Parque de la Ciudad de Oporto.
- 2004 (arquitectura): Eduardo Souto de Moura, Estádio Municipal de Braga.
- 2005 (ingeniería): Rui Furtado, Estádio Municipal de Braga.
- 2006 (arquitectura): Álvaro Siza Vieira, complejo deportivo de Cornellà de Llobregat, provincia de Barcelona, España.
- 2007 (ingeniería): José Mota Freitas, Iglesia de la Santísima Trinidad, Santuario de Fátima.
- 2008 (arquitectura): Nuno Brandão Costa, edificio administrativo y Show-Room Móveis Viriato, en Rebordosa, Paredes.
- 2009 (ingeniería): Fernando Silveira Ramos, Molhe Norte da Barra do Douro, Oporto.
- 2010 (arquitectura): Eduardo Souto de Moura, Casa das Histórias Paula Rego.
- 2011 (ingeniería): Armando Rito e ingeniero Pedro Cabral, Puente 4 de Abril, en Catumbela.
- 2012 (arquitectura): José Neves, recualificación y ampliación de la Escuela Francisco de Arruda.